# EuroBasket de 1981
O EuroBasket 1981 também conhecido por FIBA Campeonato Europeu de 1981 foi a vigésima segunda edição do torneio continental organizado pela FIBA Europa e que teve como sedes as cidades Havířov, Bratislava, Praga.
A União Soviética conquistou seu décimo terceiro título do EuroBasket e consagrou o soviético Valdis Valters como MVP da competição.

## Sedes
| Havířov                              | Bratislava                           | Praga                           |
| ------------------------------------ | ------------------------------------ | ------------------------------- |
| Ice Stadium Havířov Capacidade 7 000 | Ondrej_Nepela_Arena Capacidade 10000 | Sportovní hala Capacidade 15000 |
| ]                                    |                                      |                                 |